# Torsten Lilliecrona
Torsten Casimir Wilhelm Florusson Lilliecrona, född 4 januari 1921 i Jönköping, död 15 oktober 1999 i Höganäs, Skåne län, var en svensk skådespelare. Lilliecrona är främst känd för rollen som farbror Melker i Vi på Saltkråkan.

## Biografi

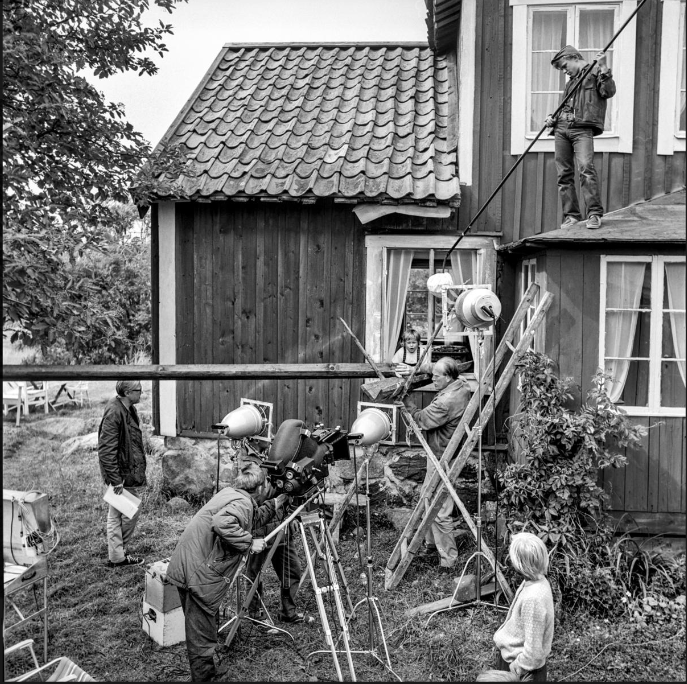
Lilliecrona under inspelningen av Vi på Saltkråkan 1963.

Lilliecrona var son till distriktslantmätaren Florus Lilliecrona (1874-1954) (släkten adlad 1637) och dennes hustru Gerda, född Lundberg (1885-1965). Han växte upp i Södertälje. Lilliecrona avbröt gymnasiet för att satsa på en skådespelarkarriär. Efter teaterlektioner hos Gabriel Alw studerade han 1940–1943 på Dramatens elevskola. Efter en period vid Wasa Teater i Finland återvände Lilliecrona till Sverige för engagemang vid privatteatrarna. Sitt sceniska genombrott fick han i komedin Trasiga änglar på Alléteatern i Stockholm 1952. I början av 1960-talet tillhörde Lilliecrona TV-teaterns ensemble. 1962 engagerades han till Göteborgs stadsteater där han var verksam fram till 1992.
Lilliecrona blev riktigt folkkär med rollen som den snälle, men fumlige, farbror Melker i Astrid Lindgrens TV-serie Vi på Saltkråkan (1964), som följdes av filmerna Tjorven, Båtsman och Moses (1964), Tjorven och Skrållan (1965) och Tjorven och Mysak (1966).
Torsten Lilliecrona gifte sig 1954 med Gun Malmhed (född 1934).

## Filmografi
- 1942 – Rid i natt!
- 1942 – Himlaspelet
- 1943 – Katrina
- 1943 – Kungsgatan
- 1943 – Natt i hamn
- 1944 – Kungajakt
- 1944 – Den osynliga muren
- 1944 – Flickan och Djävulen
- 1944 – Kejsarn av Portugallien
- 1945 – Jolanta, den gäckande suggan
- 1946 – Ballongen
- 1947 – Den långa vägen
- 1947 – Krigsmans erinran
- 1948 – Hamnstad
- 1948 – Dit vindarna bär
- 1948 – Soldat Bom
- 1949 – Smeder på luffen
- 1949 – Gatan
- 1949 – Fängelse
- 1949 – Kärleken segrar
- 1949 – Brytningstider
- 1950 – Två trappor över gården
- 1950 – Anderssonskans Kalle
- 1950 – Kvartetten som sprängdes
- 1951 – Leva på "Hoppet"
- 1951 – Tull-Bom
- 1951 – Het på gröten
- 1951 – Sommarlek
- 1952 – Medan det ännu är tid
- 1952 – Kvinnors väntan
- 1952 – Han glömde henne aldrig
- 1952 – Kärlek
- 1952 – 69:an, sergeanten och jag
- 1953 – Sommaren med Monika
- 1953 – Barabbas
- 1953 – I dur och skur
- 1953 – All jordens fröjd
- 1953 – Fartfeber
- 1953 – Dumbom
- 1953 – Museet (film)
- 1954 – Aldrig med min kofot eller Drömtjuven
- 1954 – Taxi 13
- 1954 – Flicka utan namn
- 1954 – Seger i mörker
- 1954 – En lektion i kärlek
- 1954 – Karin Månsdotter
- 1954 – Gula divisionen
- 1954 – Två sköna juveler
- 1954 – Herr Arnes penningar
- 1954 – En natt på Glimmingehus
- 1955 – Mord, lilla vän
- 1955 – Älskling på vågen
- 1955 – Blockerat spår
- 1955 – Den glade skomakaren
- 1955 – Flicka i kasern
- 1956 – Ett kungligt äventyr
- 1956 – Ett dockhem
- 1956 – Egen ingång
- 1956 – Rätten att älska
- 1956 – Flamman
- 1956 – Johan på Snippen
- 1956 – Pettersson i Annorlunda
- 1957 – Mamma tar semester
- 1957 – Räkna med bråk
- 1957 – Lille Fridolf blir morfar
- 1957 – Nattens ljus
- 1957 – Far till sol och vår
- 1957 – Pyret söker plats
- 1958 – Kostervalsen
- 1958 – Kvinna i leopard
- 1958 – Jazzgossen
- 1958 – Sagan om Larsson
- 1959 – Det svänger på slottet
- 1959 – Brott i Paradiset
- 1960 – Susanne
- 1960 – Av hjärtans lust
- 1960 – På en bänk i en park
- 1961 – Änglar, finns dom?
- 1961 – Två levande och en död
- 1961 – Svenska Floyd
- 1961 – Åsa-Nisse bland grevar och baroner
- 1961 – Vi fixar allt
- 1961 – Briggen Tre Liljor
- 1963 – Lyckodrömmen
- 1963 – Adam och Eva
- 1964 – Älskling på vift
- 1964 – Tjorven, Båtsman och Moses
- 1965 – Tjorven och Skrållan
- 1966 – Tjorven och Mysak
- 1968 – Sarons ros och gubbarna i Knohult
- 1968 – Pappa varför är du arg - du gjorde likadant själv när du var ung
- 1968 – Vi på Saltkråkan
- 1969 – Ni ljuger
- 1978 – En och en
- 1981 – Höjdhoppar'n

## TV
- 1951–1954 – Foreign Intrigue (TV-serie)
- 1958 – Greta och Albert (TV-serie)
- 1959 – 13 Demon Street (TV-serie)
- 1959 – Det var en annan historia (TV-teater)
- 1960 – Den respektfulla skökan (TV-teater)
- 1960 – Diana går på jakt (TV-teater)
- 1960 – Björnen
- 1961 – Vildanden (TV-teater)
- 1961 – Eurydike (TV-teater)
- 1961 – Katten och kanariefågeln (TV-teater)
- 1961 – Frisöndag (TV-teater)
- 1961 – En handelsresandes död (TV-teater)
- 1961 – Ljuva ungdomstid
- 1962 – Dödens arlekin (TV-teater)
- 1962 – På jakt efter lyckan (TV-teater)
- 1962 – Trasiga änglar (TV-teater)
- 1962 – De vackra människorna (TV-teater)
- 1963 – Villervalle i Söderhavet (TV-serie)
- 1964 – Vi på Saltkråkan (TV-serie)
- 1973 – Pappas pojkar (TV-serie)
- 1973–1974 – Någonstans i Sverige (TV-serie)
- 1974 – Sanna kvinnor
- 1974 – Rulle på Rullseröd (TV-serie)
- 1976 – Raskens (TV-serie)
- 1977–1978 – Så går det till på Saltkråkan (TV-serie)
- 1978 – Skyll inte på mig! (TV-serie)
- 1981 – Stjärnhuset (TV-serie)
- 1982 – Polisen som vägrade svara (TV-serie)
- 1982 – Albert & Herberts julkalender (TV-serie)
- 1984–1988 – Träpatronerna (TV-serie)
- 1985 – Röd snö (TV-serie)

## Teater

### Roller
| År   | Roll                                   | Produktion                                                               | Regi             | Teater                |
| ---- | -------------------------------------- | ------------------------------------------------------------------------ | ---------------- | --------------------- |
| 1942 | 112 5/33 Karlsson, servismanskap nr 3  | Beredskap Gunnar Ahlström                                                | Alf Sjöberg      | Dramaten              |
| 1942 | Andre arbetskarlen                     | Ut till fåglarna George S. Kaufman och Moss Hart                         | Alf Sjöberg      | Dramaten              |
| 1948 |                                        | Radiobragden Charlotte B. Chorpenning                                    | Georg Årlin      | Malmö Stadsteater     |
| 1948 | Fred                                   | Fröjd för stunden (Present Laughter) Noël Coward                         | Per-Axel Branner | Nya Teatern           |
| 1951 | Schlüter, fångvaktare                  | Diamanten Friedrich Hebbel                                               | Rune Carlsten    | Dramaten              |
| 1953 |                                        | Lantlollan William Wycherley                                             | Sam Besekow      | Alléteatern           |
| 1954 | Gendarm Cartahut                       | Lille kommissarien Marcel Achard                                         | Åke Falck        | Alléteatern           |
| 1954 | Tom Mackenzie                          | Flickan ovanpå George Axelrod                                            | Sam Besekow      | Alléteatern           |
| 1955 | Georg Dandin                           | I afton kl. 8: George Dandin (George Dandin ou le Mari confondu) Molière | Sam Besekow      | Alléteatern           |
| 1955 | Jesper Featherways                     | I afton kl. 8: Familjealbumet (Family Album) Noël Coward                 | Sam Besekow      | Alléteatern           |
| 1955 | Will Masters                           | Älska mig, flicka William Inge                                           | Per-Axel Branner | Alléteatern           |
| 1958 | Robert Giraux                          | Bäddat för tre Claude Magnier                                            | Stig Olin        | Vasateatern           |
| 1958 | Snoke Buhr Benjamin Tottum Krum Farmor | Funny Boy, revy Hasse Ekman och Povel Ramel                              | Hasse Ekman      | Idéonteatern          |
| 1963 |                                        | Apollon från Bellac Jean Giraudoux                                       | Herman Ahlsell   | Göteborgs stadsteater |
| 1972 | Harry Edison                           | Fången på Andra avenyn Neil Simon                                        | Per Gerhard      | Vasateatern           |
| 1973 | Monsieur Cochet                        | Kaktusblomman Pierre Barillet och Jean-Pierre Grédy                      | Per Gerhard      | Vasateatern           |
| 1984 | Karak, portier                         | Bäddat för sex Dave Freeman                                              | Herman Ahlsell   | Chinateatern          |

## Radioteater
| År   | Roll          | Produktion                                                 | Regi        |
| ---- | ------------- | ---------------------------------------------------------- | ----------- |
| 1952 | Henry Backman | Hillmans semester: Som man ropar i skogen... Folke Mellvig | Lars Madsén |